# Zdeněk Lenhart
Zdeněk Lenhart  (* 29. září 1948 Brno) je bývalý československý reprezentant v orientačním běhu. Vystudoval matematiku na UJEP Brno, poté pracoval jako programátor PVT Brno a v letech 1987–2012 v Moravském zemském muzeu. Orientačnímu běhu se věnoval od roku 1961. V letech 1969–1981 byl reprezentantem Československa se ziskem dvou bronzových medailí na mistrovství světa, přičemž medaile z mistrovství světa 1970 byla vůbec první medailí v tomto sportu pro Československo.
Je také autorem několika publikací s orientační tematikou: Technika a taktika orientačního běhu (1976), Stavba tratí (1988) a Tvorba map pro OB (2000)
Zároveň je aktivním mapařem, od roku 1969 podílel na vzniku více než 250 map pro OB v Česku i zahraničí (Norsko, Švédsko, Izrael atp.)
V Československé anketě Hledáme nejlepšího orientačního běžce roku mezi muži obsadil 2x druhé místo a 2x třetí místo. V roce 2015 byl uveden do Síně slávy orientačního sportu.

## Sportovní kariéra

### Umístění na MS
| Friedrichsroda 1970 | 19. místo | 3. místo |
| Staré Splavy 1972   | 8. místo  | 4. místo |
| Viborg 1974         | 21. místo | 5. místo |
| Aviemore 1976       | 18. místo | 4. místo |
| Konsberg 1978       | 21. místo | 5. místo |
| Tampere 1979        | 21. místo | 3. místo |
| Thun 1981           |           | 4. místo |

### Umístění na MČSR
| Mistrovství Československa v orientačním běhu | Mistrovství Československa v orientačním běhu | Mistrovství Československa v orientačním běhu | Mistrovství Československa v orientačním běhu | Mistrovství Československa v orientačním běhu |
| Rok                                           | Kategorie                                     | Klasická trať                                 | Dlouhá trať                                   | Noční                                         |
| --------------------------------------------- | --------------------------------------------- | --------------------------------------------- | --------------------------------------------- | --------------------------------------------- |
| 1966                                          | H18 - starší dorostenci                       | 4. místo                                      |                                               |                                               |
| 1967                                          | H20 - junioři                                 | 5. místo                                      |                                               |                                               |
| 1968                                          | H20 - junioři                                 | 6. místo                                      |                                               |                                               |
| 1969                                          | H20 - junioři                                 | 1. místo                                      |                                               |                                               |
| 1970                                          | H21 - muži                                    | 1. místo                                      |                                               |                                               |
| 1971                                          | H21 - muži                                    | 5. místo                                      | 1. místo                                      | 3. místo                                      |
| 1972                                          | H21 - muži                                    | 3. místo                                      | 8. místo                                      | 4. místo                                      |
| 1974                                          | H21 - muži                                    | 2. místo                                      | 9. místo                                      |                                               |
| 1975                                          | H21 - muži                                    | 1. místo                                      | 1. místo                                      |                                               |
| 1976                                          | H21 - muži                                    | 1. místo                                      | 1. místo                                      |                                               |
| 1977                                          | H21 - muži                                    | 3. místo                                      | 2. místo                                      |                                               |
| 1978                                          | H21 - muži                                    | 1. místo                                      | 3. místo                                      |                                               |
| 1979                                          | H21 - muži                                    | 4. místo                                      | 1. místo                                      |                                               |
| 1980                                          | H21 - muži                                    | 4. místo                                      | 6. místo                                      | 14. místo                                     |
| 1981                                          | H21 - muži                                    | 5. místo                                      | 7. místo                                      |                                               |
| 1982                                          | H21 - muži                                    | 14. místo                                     |                                               |                                               |
| 1983                                          | H21 - muži                                    | 17. místo                                     | 5. místo                                      |                                               |